# مرغ باران بونین
مرغ باران بونین (نام علمی: Pterodroma hypoleuca) نام یک گونه از سرده مرغ باران خرمگسی است.